# Hyptiotes tehama
Hyptiotes tehama là một loài nhện trong họ Uloboridae.
Loài này thuộc chi Hyptiotes. Hyptiotes tehama được miêu tả năm 1964 bởi Muma & Willis J. Gertsch.